# Aracanidae
Az Aracanidae a csontos halak osztályában a gömbhalalakúak (Tetraodontiformes) rendjébe tartozó család.

## Előfordulás
Az Indiai-óceán és a Csendes-óceán nyugati részén , a mély vizekben élnek, több mint 200 méter mélységben.

## Megjelenés
Testhosszúk 11–30 centiméter között van.

## Rendszerezés
- Anoplocapros (Kaup, 1855)
  - Anoplocapros amygdaloides
  - Anoplocapros inermis
  - Anoplocapros lenticularis
  - Anoplocapros robustus

- Aracana (Gray, 1833)
  - Aracana aurita
  - Aracana ornata

- Caprichthys (McCulloch & Waite, 1915)
  - Caprichthys gymnura

- Capropygia (Kaup, 1855)
  - Capropygia unistriata

- Kentrocapros (Kaup, 1855)
  - Kentrocapros aculeatus
  - Kentrocapros eco
  - Kentrocapros flavofasciatus
  - Kentrocapros rosapinto

- Polyplacapros
  - Polyplacapros tyleri